# 政府宮 (芬蘭)
政府宮（芬蘭語：Valtioneuvoston linna）是芬蘭首都赫爾辛基的一座建築，是芬蘭政府的一座行政办公楼。政府宮由芬蘭政府所有，位於赫爾辛基市中心的元老院廣場。政府宮曾經是芬兰元老院的辦公地點，並且也曾是芬蘭銀行、芬蘭郵政總局、芬蘭海關等眾多政府部門的辦公地點。現在政府宮是芬蘭總理和芬兰司法长官的辦公地點。芬兰财政部的大多数办公室也在建筑中。它过去的名字是元老院宫。一般此建筑对公众不开放，但是在特定日期可以参观。

## 历史
1818年元老院宫建筑开工。1822年芬兰元老院入驻位于元老院广场边上的此建筑。亚历山大街上的一翼是1824年建成的，骑士街（Ritarikatu）上的一翼是1828年完工。数十年后政府街（Hallituskatu）上的一翼于1860年建成，它还包括了翼座把院子封住的附属楼，里面是元老院的印刷厂。骑士街和政府街上的建筑后来被返修改建。1916年/17年政府宮达到了今天的相貌。
除元老院本身外早年里建筑内还有其它许多国家机关和部门，包括芬兰银行的前身、邮政部、税务局和国家档案馆。一开始的时候帝国亚历山大药店也在建筑内，1832年它迁到元老院广场的对面。
1904年尤金·绍曼在政府宮第二层的楼梯上刺杀芬兰总督尼古拉·博布里科夫。

## 图像
- 卡尔·卢德维格·恩格尔的原始设计图，1812年至1819年
- 1915年芬兰大公的内阁会议
- 1960年代政府宮航拍

- 1917年接待厅
- 1917年楼梯
- 楼梯第2层，右侧提示版注明尼古拉·博布里科夫被刺杀处
- 1917年楼梯
- 1941年拱顶
- 1917年走廊
- 1918年赫尔辛基战役时的接待厅，入口被封闭
- 2020年2月总统大厅

## 书籍
- Maasalo, Katri. . Kirjokansi, 270. Helsinki: Suomalaisen Kirjallisuuden Seura. 2022. ISBN 978-951-858-253-6. ISSN 2323-7392 （Finnish、Swedish及English）.

## 外部連結
- 维基共享资源上的相關多媒體資源：政府宮
- 有关政府宫的信息 （页面存档备份，存于） （英文）